# Reinhold W. Timm

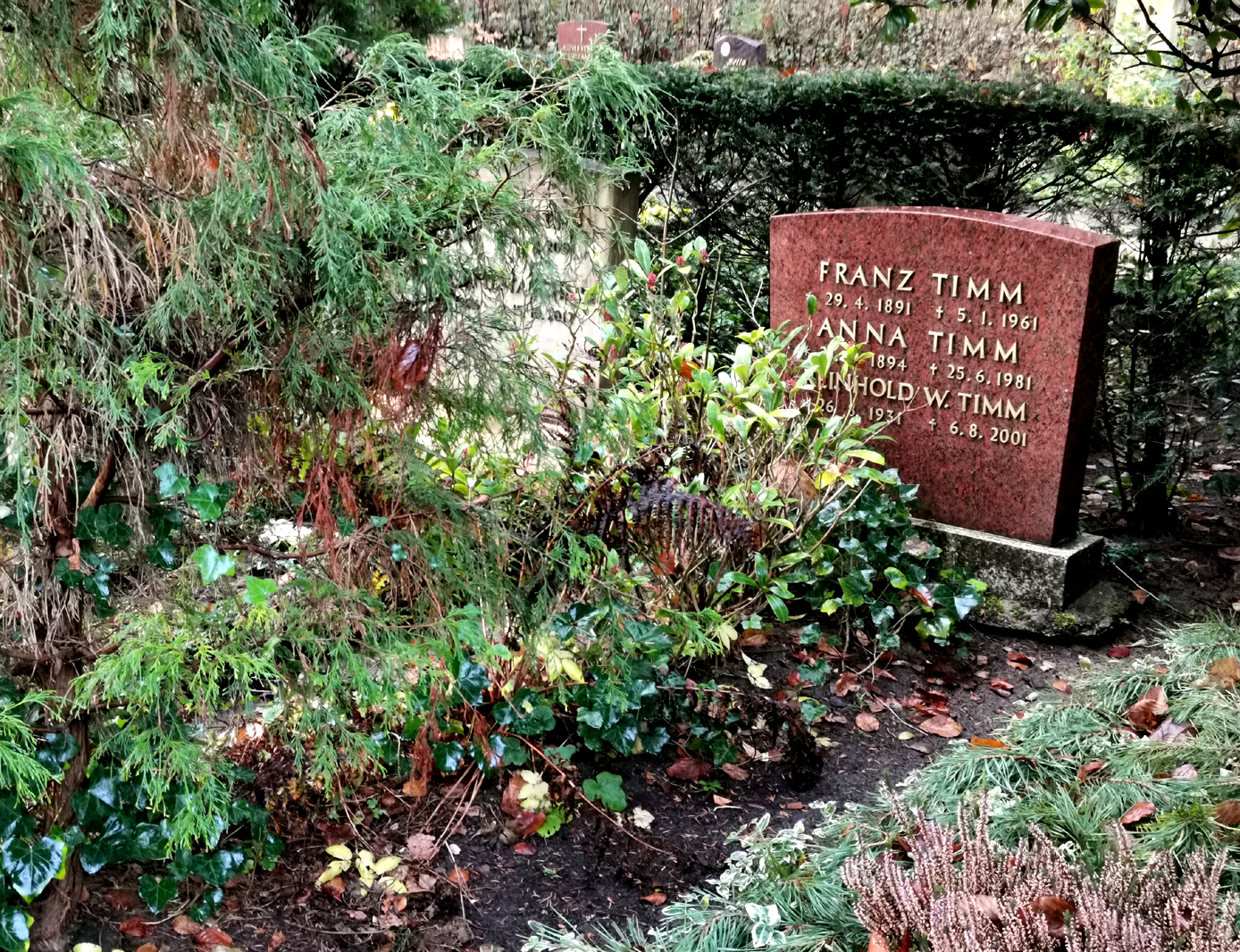
Grab auf dem Friedhof Heerstraße in Berlin-Westend, Feld 16

Reinhold W. Timm (* 26. August 1931 in Stettin; † 6. August 2001 in Berlin) war ein deutscher Maler, Pressezeichner und Karikaturist.

## Leben
Timm wurde 1931 in Stettin geboren, ab 1943 erschienen bereits erste Zeichnungen von ihm in der Presse. Als Flüchtling geriet er nach Delmenhorst. Ab 1946 erlernte er den Beruf des Schaufenster-Dekorateurs, ab 1951 studierte an der Meisterschule für Grafik in Bremen. 1957 hatte Timm einen einjährigen Aufenthalt in New York. Fünf Tage nach dem Mauerbau siedelte er 1961 nach West-Berlin über. 1989 wurde ihm das Bundesverdienstkreuz 1. Klasse verliehen.
Timms Arbeiten wurden u. a. in der B.Z., der Berliner Morgenpost, der Welt am Sonntag, im Presse-Almanach und in Zu Gast in Berlin veröffentlicht. Seit 1974 machte Reinhold W. Timm über 40 Stiftungen für wohltätige Zwecke, unter anderem für die Aktion Sorgenkind, an die Jüdische Gemeinde, für die Deutsche Krebshilfe und die Multiple Sklerose Gesellschaft.
Er erlitt mehrere Schlaganfälle. Am 6. August 2001 verstarb er im Alter von 69 Jahren im Lazarus-Pflegeheim in Berlin-Wedding. Er wurde auf dem Berliner Friedhof Heerstraße beigesetzt.

## Bilder und Ausstellungen
Er fertigte unter anderem Porträts von Jimmy Carter, Herbert von Karajan und Richard von Weizsäcker an. Er hatte Ausstellungen in New York, Los Angeles, Paris, Rom, Tel Aviv, München, Rio de Janeiro, Washington, Kampen auf Sylt, Bonn, Düsseldorf, Berlin, Wiesbaden und Frankfurt am Main. Regelmäßige Ausstellungen mit Timms Arbeiten waren im Hotel Kempinski (am Kurfürstendamm Berlin) und in anderen Hotelhallen, am Flughafen Tegel und in Kaufhäusern mit Signierstunden zu sehen.

## Bildtechnik
Tempera auf cachierten Karton gelackt. Alle seine Bilder im Stil bekannter Impressionisten, die meist sehr farbenfroh, ohne Pinsel mit der Farbtube direkt auf den Karton aufgetragen sind. Sein Strich ist schnell und ungeduldig.

## Bücher
- New York Impressionen. Obral, Wiesbaden 1964, DNB 455074097.
- mit Caroline Methner: Berliner Impressionen. Freund, Berlin 1977, ISBN 3-921532-12-4.
- Berlin die Stadt die ich Liebe. Hrsg. Rainer Wagner. Kristall, Hamburg/Berlin 1980, ISBN 3-607-00016-6.
- Meine Freundin Berlin. Kreis, Berlin 1985, OCLC 917521371.
- Berlin ist meine Lieblingsfarbe. Ullstein, Frankfurt am Main/Berlin 1991, ISBN 3-550-06504-3.